# Saraguro

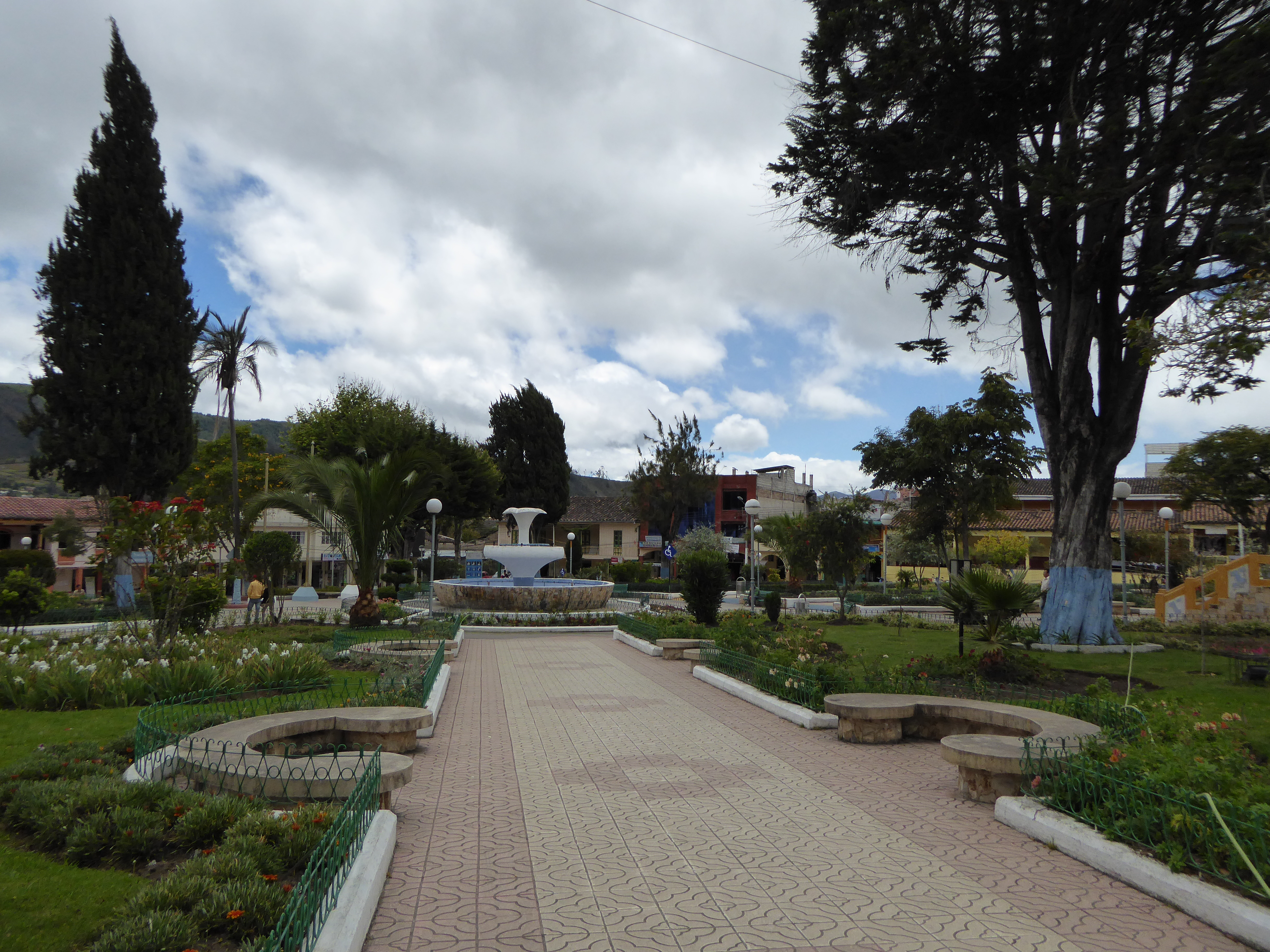
Plaza Central in Saraguro

Saraguro ist eine Kleinstadt und die einzige Parroquia urbana („städtisches Kirchspiel“) im Kanton Saraguro der ecuadorianischen Provinz Loja. Verwaltungssitz von Parroquia und Kanton ist die gleichnamige Stadt. Die Parroquia Saraguro hat eine Fläche von 74,14 km². Die Einwohnerzahl betrug beim Zensus 2010 9045. Davon lebten 4031 Einwohner in der Stadt Saraguro. 9 Jahre zuvor wohnten dort noch 3124 Menschen. Der Name „Saraguro“ leitet sich von dem indigenen Volk der Saraguros ab.

## Lage
Die 2508 m hoch gelegene Stadt Saraguro befindet sich in den Anden im Norden der Provinz Loja. Sie befindet sich 40 km nördlich der Provinzhauptstadt Loja an der Fernstraße E35 (Loja–Cuenca). Die Parroquia Saraguro wird im Nordosten vom Río Paquishapa begrenzt. Der Höhenkamm an der südwestlichen Verwaltungsgrenze bildet die kontinentale Wasserscheide. Er erreicht im Loma Torre eine Höhe von 3212 m.
Die Parroquia Saraguro grenzt im Nordosten an die Parroquia San Antonio de Cumbe, im Osten an die Parroquia Urdaneta, im Südwesten an die Parroquia San Lucas (Kanton Loja) sowie im Westen an die Parroquia San Pablo de Tenta.

## Orte und Siedlungen
Zur Parroquia gehören neben dem Hauptort Saraguro noch folgende Comunidades: Gulacpamba, Gunundel, Ilincho, Lagunas, Matara, Quisquinchir, Tuca Lata und Yucucapac.

## Tourismus
Saraguro nahm 2021 erfolgreich an einem Programm des ecuadorianischen Tourismus-Ministeriums zur Kür sogenannter „Pueblos Mágicos“ (span. für „magische Dörfer“) teil.

## Ökologie
Im Norden der Parroquia befindet sich das Schutzgebiet „Bosques Protectores Acanamá Guashapamba Aguirre“.

## Geschichte
Am 10. März 1822 wurde in Saraguro die Unabhängigkeit ausgerufen. Am 10. Juni 1878 wurde der Kanton Saraguro in der Provinz Loja gegründet und Saraguro wurde dessen Verwaltungssitz (cabecera cantonal) und eine Parroquia urbana.